# Loretta Youngová
Loretta Youngová, rodným jménem Gretchen Youngová (6. ledna 1913, Salt Lake City – 12. srpna 2000, Los Angeles) byla americká herečka.

## Život

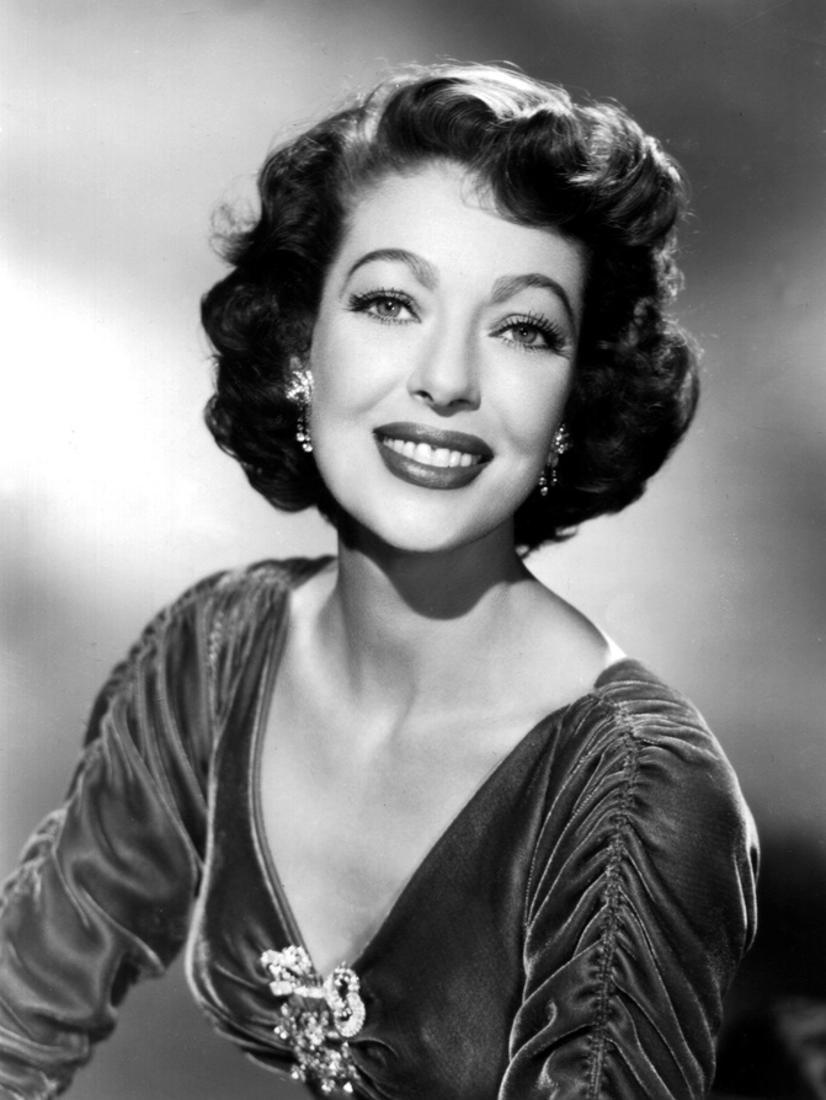
Loretta Youngová v roce 1943

Narodila se 6. ledna 1913 v Salt Lake City jako dcera Johna Earle Younga a Gladys Youngové (rodným jménem Royalová). Její rodiče byli původem z Lucemburska. Když jí byly dva roky, její rodiče se rozvedli a o rok později se s matkou přestěhovala do Hollywoodu. Zde si její matka otevřela penzion a její bratr její dceři jako asistent režiséra pomohl s uplatněním u filmu. Již ve čtyřech letech se proto začala objevovat ve spoustě malých rolí. Po rok a půl ji také zaučovala a vzdělávala herečka Mae Murrayová. Krátce poté se objevila ve své první větší roli v romantickém filmu Šejk (1921).
Po dalších šest let se ve filmu neukázala a začala studovat na katolické střední škole Ramona Convent Secondary School. V roce 1927 se k filmu vrátila a objevila se ve snímku Naughty But Nice, v roli, kterou měla původně dostat její sestra Polly. Obě její sestry Poly Ann a Elizabeth Jane (známější jako Sally Blaneová) byly také herečky, ale Gretchen měla ze sourozenců největší talent. Ve filmu The Whip Woman (1928) byla poprvé uvedena jako Loretta a o dva roky později byla jmenována jednou z WAMPAS Baby Stars (každoroční ocenění pro 13 nejnadanějších mladých hereček).
Během konce 20. a první poloviny 30. let hrála průměrně v šesti až devíti filmech ročně a mezi její nejznámější filmy z tohoto období patří například romantická komedie Platinová blondýnka (1931), drama Man's Castle (1933), kde si zahrála po boku Spencera Tracyho či další drama Born to Be Bad (1934) s Carym Grantem. V roce 1930 také utekla s 26letým hercem Grantem Withersem a ve městě Yuma v Arizoně se za něj také provdala.
I během druhé světové války ve své kariéře pokračovala a objevila se také mj. válečném dramatu Ladies Courageous (1944), kde si zahrála i pilotku bombardéru. Během 40. let natáčela i nadále až osm filmů ročně a tyto filmy patří k těm nejprestižnějším a nejslavnějším v její kariéře. Mezi její další úspěšné filmy patří například film-noir Cizinec (1946), kde si zahrála Američanku, jež se nevědomky provdá za uprchlého nacistu, či komedie Farmářova dcera (1947), která jí dokonce vynesla Oscara pro nejlepší herečku v hlavní roli. Do konce dekády se objevila ještě v dalším oblíbeném filmu Biskupova žena (1947) a za snímek Come to the Stable (1949) byla nominována na dalšího Oscara.
Jejím posledním filmem se stala v roce 1953 komedie It Happens Every Thursday a v pozdějších letech se začala soustředit už jen výhradně na televizi. Za dramatický seriál Letter to Loretta (později přejmenován na The Loretta Young Show) (1953–1961) získala dokonce třikrát cenu Emmy a seriál se stal také nejdéle běžícím pořadem, který kdy do té doby hostila žena.
V roce 1988 obdržela cenu Women in Film Crystal + Lucy Awards pro výjimečné ženy, jež svou vytrvalostí a dokonalostí pomohli upevnit postavení žen v zábavním průmyslu. Za své přínosy filmovému průmyslu byla oceněna také dvěma hvězdami na Hollywoodkém chodníku slávy (jedna za přínos filmu a druhá za televizi). V roce 2011 jí byla také posmrtně věnována Zlatá palmová hvězda na chodníku hvězd v Palm Springs v Kalifornii.

## Osobní život
Loretta Youngová byla třikrát vdaná a zanechala po sobě tři děti. Její první manželství s hercem Grantem Withersem bylo po roce anulováno. Krátce poté měla hodně propagovaný romantický vztah s hercem Spencerem Tracym, který byl však ženatý s Louise Tracyovou.
V roce 1940 se vdala podruhé, za producenta Toma Lewise, se kterým měla dva syny (Petera a Christophera). Po 29 letech manželství se však rozvedli.
Potřetí a naposledy se vdala v roce 1993 za módního návrháře Jeana Louise a žili spolu čtyři roky až do jeho smrti v dubnu 1997.
Její první a jediná dcera byla nemanželská a jejím otcem se stal během natáčení ženatý herec Clark Gable. Jelikož nechtěla poškodit svou ani Gableovu kariéru, své těhotenství tajila, jak dlouho to jen bylo možné. Jako oddaná katolička také nemohla jít na potrat a když už začalo být těhotenství viditelné, její sestry i matka jí pomohly vymyslet plán, díky kterému by poté mohla své dítě vydávat za adoptované. Během posledních měsíců těhotenství odjela na dovolenou do Anglie a 6. listopadu 1935 porodila dceru ve Venice v Kalifornii. Jako Judith ji pojmenovala po svatém Judovi Tadeášovi, jež je patronem (mimo jiné) těžkých situací. Než se vrátila zpět k matce, strávila svých prvních 19 měsíců v mnoha sirotčincích. Své příjmení poté přijala po Lewisovi.
O skutečném původu její dcery přesto kolovaly různé fámy, jelikož se Gableovi poměrně hodně podobala. Až v roce 1999 Loretta konečně potvrdila původ své dcery.
Loretta Youngová byla také po celý život aktivní členkou Republikánské strany a silně podporovala v kampaních zejména prezidenty Richarda Nixona a Ronalda Reagana. Společně se svými blízkými přáteli (mj. s Irenne Dunne, Ginger Rogersovou, Fredem Astairem či Johnem Waynem) byla také aktivní členkou hollywoodského republikánského výboru.

## Filmografie (výběr)

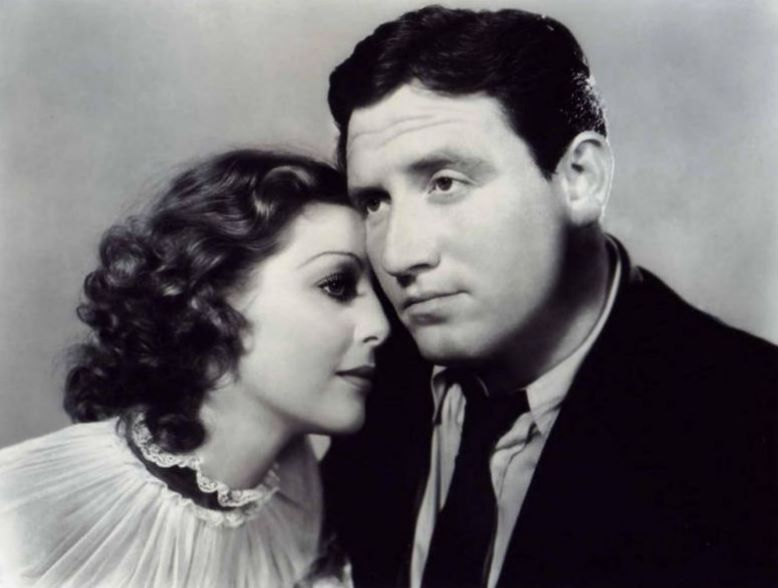
Se Spencerem Tracym ve filmu Man's Castle (1933).

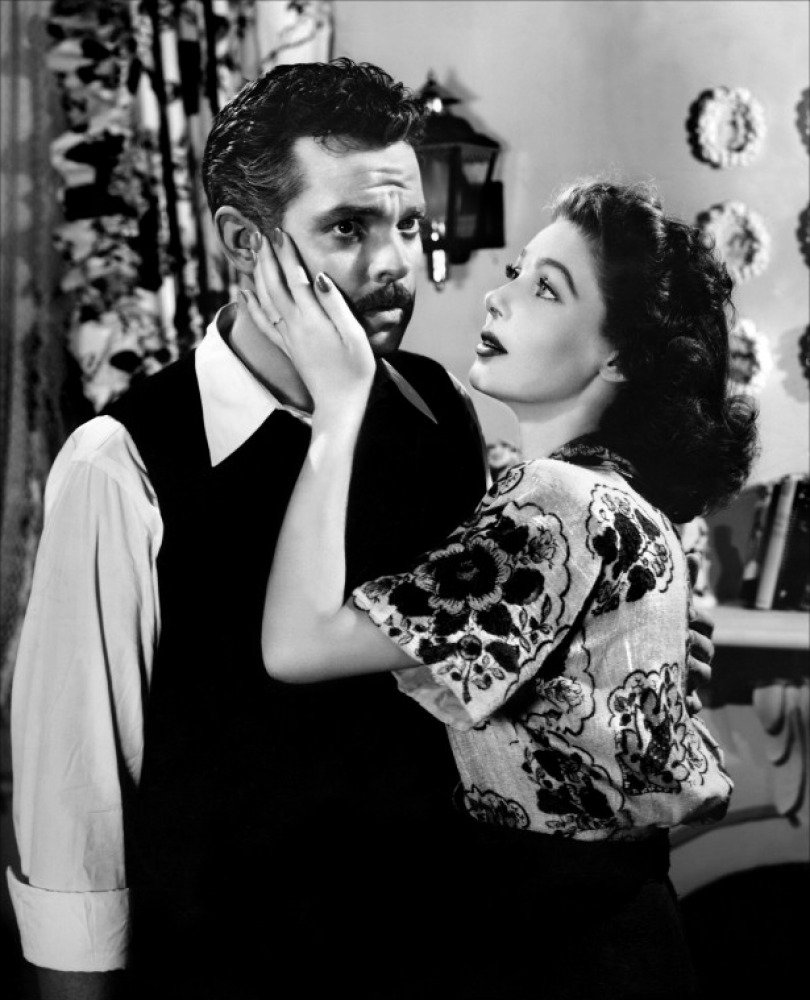
Loretta Youngová ve filmu Cizinec (1946)

- 1928 Směj se paňáco (režie Herbert Brenon)
- 1931 Too Young to Marry (režie Mervyn LeRoy)
- 1931 Platinová blondýnka (režie Frank Capra)
- 1933 Man's Castle (režie Frank Borzage)
- 1934 Born to Be Bad (režie Lowell Sherman)
- 1935 The Call of the Wild (režie William A. Wellman)
- 1935 Křižáci (režie Cecil B. DeMille)
- 1937 Veřejný ženich (režie Tay Garnett)
- 1938 Four Men and a Prayer (režie John Ford)
- 1940 The Doctor Takes a Wife (režie Alexander Hall)
- 1943 China (režie John Farrow)
- 1944 Ladies Courageous (režie John Rawlins)
- 1945 Taky dorazil Jones (režie Stuart Heisler)
- 1946 Cizinec (režie Orson Welles)
- 1947 Farmářova dcera (režie H.C. Potter)
- 1947 Biskupova žena (režie Henry Koster)
- 1948 Rachel and the Stranger (režie Norman Foster)
- 1949 The Accused (režie William Dieterle)
- 1949 Mother Is a Freshman (režie Lloyd Bacon)
- 1949 Come to the Stable (režie Henry Koster)
- 1950 Key to the City (režie George Sidney)
- 1952 Because of You (režie Joseph Pevney)
- 1953 It Happens Every Thursday (režie Joseph Pevney)